# Silene urvillei
Silene urvillei är en nejlikväxtart som beskrevs av D'urv. 
Silene urvillei ingår i släktet glimmar och familjen nejlikväxter. Inga underarter finns listade i Catalogue of Life.